# Ophrys kopetdagensis
Ophrys kopetdagensis (лат.) — вид однодольных растений рода Офрис (Ophrys) семейства Орхидные (Orchidaceae). Впервые описан в 1982 году ботаниками К. П. Поповым и Нешатаевой в ходе исследования флоры Средней Азии.

## Распространение, описание
Эндемик Туркменистана, распространённый на юге страны.
Клубневой геофит.